# 460号美国国道
美国国道460是美国国道60的支線。全長655英哩（1054公里），從維吉尼亞諾福克的美国国道60到肯塔基法蘭克福的美国国道60。

## 州份
- 維吉尼亞
- 肯塔基
- 西維吉尼亞